# Der Reisende
Der Reisende (Originaltitel: Where No One Has Gone Before) ist die sechste Episode der ersten Staffel der US-amerikanischen Science-Fiction-Fernsehserie Raumschiff Enterprise – Das nächste Jahrhundert. Sie wurde in den Vereinigten Staaten über Syndication vermarktet und erstmals am 26. Oktober 1987 auf verschiedenen Fernsehsendern ausgestrahlt. In Deutschland erschien sie zum ersten Mal im Juli 1988 in einer synchronisierten Fassung auf VHS. Im deutschen Fernsehen war sie zum ersten Mal am 12. Oktober 1990 in einer zweiten Synchronfassung im ZDF zu sehen.

## Handlung
Im Jahr 2364 bei Sternzeit 41263.1 kommt der Ingenieur Kosinski auf die Enterprise, um deren Antrieb zu verbessern. Commander Riker und Lieutenant Commander Data sind ihm gegenüber skeptisch eingestellt, denn seine Veröffentlichungen lesen sich wie Unsinn und erste Tests auf deren Grundlage verliefen ergebnislos. Als Kosinski im Transporterraum der Enterprise eintrifft, macht er einen sehr arroganten und selbstverliebten Eindruck. Gemeinsam mit seinem Assistenten begibt er sich in den Maschinenraum, um dort umgehend mit der Arbeit zu beginnen.
Der junge Wesley Crusher, der sich wegen eines Schulprojekts im Maschinenraum aufhält, ist sehr fasziniert von den Veränderungen. Nachdem sein Assistent einige Voreinstellungen vorgenommen hat, schließt Kosinski die Neueinstellungen ab. Riker und Chefingenieur Argyle verstehen immer noch nicht, was Kosinski eigentlich gemacht hat, dennoch soll ein Testlauf durchgeführt werden. Steuermann Geordi La Forge beschleunigt auf Warp 1,5, doch das Schiff fliegt schon bald deutlich schneller und schließlich ist die Geschwindigkeit gar nicht mehr messbar. Während des Flugs beobachtet Wesley Kosinskis Assistenten, der eine Computerkonsole bedient und dabei mehrfach verschwindet und wieder auftaucht. Als die Enterprise schließlich zum Stehen kommt, braucht La Forge eine Weile, um die neue Position zu bestimmen: Das Schiff hat die Milchstraße verlassen und befindet sich nun in der 2,7 Millionen Lichtjahre entfernten Galaxie M 33. Die Heimreise würde unter normalen Umständen 300 Jahre dauern.
Während Kosinski von diesem unerwarteten Ergebnis begeistert ist, zeigt sich Captain Picard deutlich verhaltener und will wissen, ob er die Enterprise auch wieder zurückbringen kann. Kosinski ist zuversichtlich und beginnt mit den Vorbereitungen. Wesley glaubt inzwischen, dass Kosinskis Einstellungen nichts bewirken und in Wirklichkeit ausschließlich sein Assistent für die hohe Geschwindigkeit verantwortlich war. Er versucht Riker vom zeitweiligen Verschwinden des Assistenten zu erzählen, doch Riker ist zu beschäftigt, um ihm zuzuhören. Der Assistent erklärt Wesley, dass er einen Fehler begangen hätte und jetzt Ruhe bräuchte, denn die Reise habe ihn sehr angestrengt. Er zeigt aber sofort großes Interesse, als Wesley zu begreifen scheint, dass die Veränderungen am Antrieb auf der Annahme beruhen, dass Raum, Zeit und Gedanken nicht voneinander getrennt sind. Kosinski macht seine Einstellungen dieses Mal zunächst allein, doch die Enterprise setzt sich erst in Bewegung, als sein Assistent wieder eingreift. Erneut verschwindet er und taucht wieder auf, was jetzt auch von Riker bemerkt wird. Wieder bewegt sich das Schiff mit nicht messbarer Geschwindigkeit und findet sich schließlich in einer Gegend außerhalb des bekannten Raums wieder.
Nun beginnen sich seltsame Dinge auf der Enterprise zu ereignen. Auf der Brücke erscheint ein Targ, das der Klingone Lieutenant Worf früher als Haustier hatte. Sicherheitschefin Tasha Yar durchlebt eine Erinnerung an ihre unglückliche Kindheit. Picard trifft auf dem Weg zum Maschinenraum auf seine Mutter, die ihm Tee anbietet und ein Gespräch beginnt, doch schnell wieder verschwindet, als Riker hinzukommt. Picard befiehlt der gesamten Besatzung, auf ihre Gedanken zu achten, denn offensichtlich können sie an diesem Ort Realität werden.
Riker informiert Picard über die Erkenntnis, dass eigentlich Kosinskis Assistent für die Reisen verantwortlich war. Dieser hat durch die erneute Überanstrengung das Bewusstsein verloren und wird von Schiffsärztin Beverly Crusher behandelt. Sein Zustand ist kritisch, doch da nur er die Enterprise wieder nach Hause bringen kann, befiehlt Picard, ihn aufzuwecken. Der Assistent erklärt, er sei ein Reisender aus einer anderen Ebene der Existenz. Er nutzt seine Arbeit mit Kosinski, um die Menschheit und ihre Fortschritte zu studieren. Vertraulich bittet er Picard schließlich noch, Wesley zu fördern, denn er wird sich als ein Genie erweisen, ähnlich wie es Mozart für die Musik war.
Der Reisende will die Enterprise nun wieder nach Hause bringen und Picard weist die Besatzung an, ihn dabei zu unterstützen, indem sich alle gedanklich auf sein Wohlergehen und eine erfolgreiche Reise konzentrieren. Tatsächlich gelangt die Enterprise wieder an ihren Ausgangspunkt zurück, doch der Reisende bleibt jetzt dauerhaft verschwunden. Picard ruft Wesley auf die Brücke. Für seine wichtige Beobachtung und sein vorbildliches Verhalten ernennt er ihn zum Fähnrich ehrenhalber. Er soll ab jetzt die Rechte und Pflichten eines Offiziers bekommen und bei nächster Gelegenheit bei der Sternenflottenakademie angemeldet werden.

## Verbindungen zu anderen Star-Trek-Produktionen
Der englische Originaltitel Where No One Has Gone Before verweist auf den Titel des zweiten Pilotfilms der Vorgängerserie Raumschiff Enterprise, Where No Man Has Gone Before (deutsch: Die Spitze des Eisberges), von 1966 sowie auf den Ausspruch To boldly go where no man/one has gone before, der im Vorspann beider Serien zu hören ist.
Einige Elemente aus dieser Folge wurden in späteren Star-Trek-Produktionen wieder aufgegriffen:
- Die besondere Beziehung zwischen Wesley und dem Reisenden wurde in zwei weiteren Folgen von Raumschiff Enterprise – Das nächste Jahrhundert weiter ausgebaut. In Folge 7.20 (Am Ende der Reise) von 1994 steigt Wesley schließlich selbst zu einem Reisenden auf. Als solcher war Wesley 2022 in Folge 2.10 (Abschied) von Star Trek: Picard und 2024 in sieben Folgen von Star Trek: Prodigy zu sehen. In Abschied wurden die Reisenden außerdem als Auftraggeber der Aufseher etabliert, die in Folge 2.26 (Ein Planet, genannt Erde) von Raumschiff Enterprise aus dem Jahr 1968 eingeführt wurden und deren Aufgabe darin besteht, über den korrekten Verlauf der Zeitlinie zu wachen.
- Picards Mutter (hier gespielt von Herta Ware) blieb in dieser Folge noch namenlos. In der Doppelfolge 6.10–11 (Geheime Mission auf Celtris Drei) von Raumschiff Enterprise – Das nächste Jahrhundert aus dem Jahr 1992 erhielt sie den Namen Yvette Picard. In der zweiten Staffel von Star Trek: Picard aus dem Jahr 2022 wurde die Figur wieder aufgegriffen und in fünf Folgen von Madeline Wise verkörpert. Zudem wurde in Star Trek: Picard etabliert, dass Picard in Der Reisende kein Abbild seiner echten Mutter gesehen hatte, sondern nur das Abbild seiner Vorstellung von seiner Mutter als alter Frau, denn tatsächlich hatte Yvette Picard bereits im mittleren Alter aufgrund einer unbehandelten psychischen Erkrankung Selbstmord begangen.
- In Der Reisende ist erstmals ein klingonisches Targ (hier dargestellt von einem kostümierten Wildschwein) zu sehen. Diese Tiere wurden später in zahlreichen weiteren Folgen mehrerer Star-Trek-Serien gezeigt und erwähnt.

## Produktion

### Drehbuch
Die Handlung dieser Folge basiert lose auf Diane Duanes 1983 erschienenem, nicht-kanonischem Star-Trek-Roman The Wounded Sky (deutsch: Der verwundete Himmel, 1987). Der Originaltitel Where No One Has Gone Before suggerierte eine Neuverfilmung des Pilotfilms der Originalserie. In der Tat war die Folge eine Zeitlang als Pilotfilm in Erwägung gezogen worden: Die Enterprise hätte in dieser wuchtigen Fassung am Ende der Reise einem Objekt im Stile des Monolithen aus dem Film 2001: Odyssee im Weltraum begegnen sollen, welches ein kompaktes Universum vor dem Urknall darstellen sollte. Dieses Objekt hätte zur Explosion gebracht werden sollen, um die Enterprise in ihr eigenes Universum zurückzuschleudern, was wiederum die Geburtsstunde eines neuen Universums dargestellt hätte. Ein Verweis auf die Schöpfungsgeschichte hätte stattfinden sollen, da die Enterprise genau sechs Tage vermisst worden wäre und Picard den siebten Tag als Ruhetag für alle angeordnet hätte.

### Regie
Als Regisseur für diese Folge war ursprünglich Daniel Petrie vorgesehen, doch der sagte ab, um stattdessen den Spielfilm Cocoon II – Die Rückkehr zu drehen. Als Ersatz konnte Rob Bowman gewonnen werden, der hier seine erste von 13 Folgen der Serie Raumschiff Enterprise – Das nächste Jahrhundert inszenierte.

### Darsteller
Eric Menyuk kam beim Casting für die Hauptdarsteller der Serie in die engere Auswahl für die Rolle des Data. Da sich das Produktionsteam aber schließlich für Brent Spiner entschied, erhielt Menyuk als Ausgleich die Rolle des Reisenden.
Biff Yeager hat hier seinen ersten von zwei Auftritten als Argyle, der Chefingenieur der Enterprise. Im Verlauf der ersten Staffel waren insgesamt vier Chefingenieure zu sehen, bevor Geordi La Forge (LeVar Burton) diesen Posten mit Beginn der zweiten Staffel dauerhaft übernahm.
Herta Ware spielte Picards Mutter. Sie war aus dem Film Cocoon bekannt.

### Kostüme
Obwohl Kosinski eine Sternenflottenuniform trägt, besitzt er keinen zugehörigen Kommunikator. Weiterhin trägt er ein trapezförmiges Rangabzeichen, das hier das einzige Mal in ganz Star Trek auftaucht; für welchen Rang oder welche Funktion es steht, ist unklar.

### Musik
In dieser Folge spielt ein Streichquartett den ersten Satz aus Eine kleine Nachtmusik von Wolfgang Amadeus Mozart.

## Adaptionen
Das Hörspiel-Label Karussell veröffentlichte 1990 eine MC mit der leicht gekürzten deutschen Tonspur von Der Reisende, die an einigen Stellen mit eingesprochenen Erklärungen ergänzt wurde.

## Rezeption
Die Folge wurde 1988 für einen Primetime Emmy Award in der Kategorie „Beste Tonmischung für eine Dramaserie“ nominiert.
Keith DeCandido bewertete Der Reisende 2011 auf tor.com als die beste Folge der ersten Staffel von Raumschiff Enterprise – Das nächste Jahrhundert. Er betrachtete die Folge sowohl als eine hervorragende Science-Fiction-Geschichte als auch eine gute Charakterstudie und lobte neben dem guten Schauspiel der Hauptdarsteller auch die Auswahl der Gastdarsteller.

## Parodien und Anspielungen
Die Szene, in der Picard aus dem Turbolift fast ins leere Weltall tritt, wurde in Folge 1.10 (Feuersturm) der Science-Fiction-Serie The Orville von 2017 fast identisch mit Kelly Grayson (Adrianne Palicki) nachgestellt.